# Општина Ваца Де Жос (Хунедоара)
Ваца Де Жос (рум. Vaţa De Jos) општина је у Румунији у округу Хунедоара.
Oпштина се налази на надморској висини од 277 m.